# Dalmatian Rex and the Eigentones
Dalmatian Rex and the Eigentones sind eine 1997 gegründete, in Leicester, Vereinigtes Königreich, beheimatete Band im Bereich des Alternative Rock. Gründungsmitglieder sind Paul Lunn (Gesang) und Pete Cownley (Schlagzeug). Lunn leidet an Fibromyalgie und ist auf einen Rollstuhl angewiesen.

## Diskografie
Alben 
- 1999: We Don't Make Toothpaste For Anyone Else (Sorted)
- 2003: Majikal Moose Moustache Musique (Sorted)
- 2009: Psychedelic Monsters
- 2010: Oboebonobo #1: Abracadracula
- 2022: Dinosaurs and other magnificent mesozoic monstrosities